# Гудак Петро Степанович
Петро Степанович Гудак (нар. 24 вересня 1961, м. Хуст Закарпатської області, Україна) — український вчений у галузі медицини, нейрохірург, скрипаль. Кандидат медичних наук (1998), доцент кафедри хірургії №1 з урологією, малоінвазивною хірургією та нейрохірургією імені професора Л.Я. Ковальчука Тернопільського державного медичного університету імені І. Я. Горбачевського. Записатись на онлайн консультацію можете за посиланням - https://docs.google.com/forms/d/139mgiEV5RMk7Ek6NuZPoyhjui1HmnkqmYpuYuztTicw/edit

## Життєпис

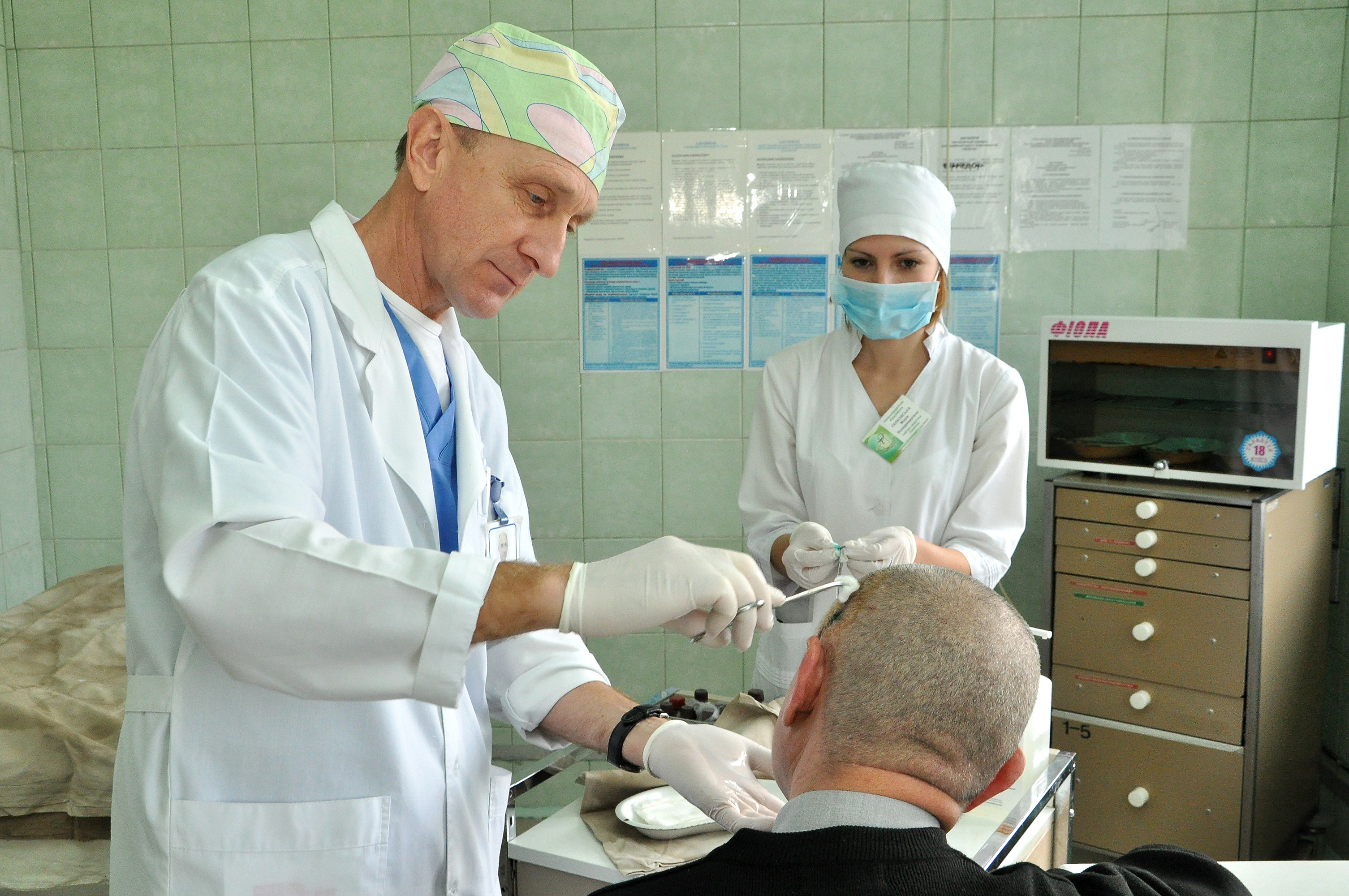
Петро Гудак оглядає пацієнта в нейрохірургічному відділенні Тернопільської обласної лікарні

Закінчив Ужгородське музичне училище (1980), Київський медичний інститут АМН України (1989). Відтоді — лікар-хірург Київського центру невідкладної допомоги і медицини катастроф.
Від 1990 — в м. Ужгород: нейрохірург, провідний нейрохірург Ужгородської обласної лікарні, від 1998 — доцент кафедри післядипломної освіти Закарпатського університету.
Від 2005 — завідувач відділення нейрохірургії Тернопільської обласної лікарні, 2007 — головний нейрохірург Тернопільської області, доцент курсу нейрохірургії Тернопільського державного медичного університету.
Практикує у зарубіжних нейроклініках, зокрема, нейрохірургічній клініці угорського міста Пейч. 2001 року консультував у Мехіко пацієнтів державної клініки на запрошення сенатора штату Веракрус. В університетських клініках Бонна і Кельна вивчав нові методики хірургічних втручань із приводу онкоуражень нервової системи, гострої цереброваскулярної патології.. Співпрацює з Братиславським університетом (Словаччина).
Як скрипаль — учасник концертів.

## Доробок
Автор і співавтор багатьох наукових праць, зокрема:
- Клініка, діагностика та мікрохірургічне лікування відкритих пошкоджень плечового сплетення [Текст] : дис. канд. мед. наук: 14.01.05 / Гудак Петро Степанович ; АМН України, Інститут нейрохірургії ім. А. П. Ромоданова. — К., 1998. — С. 131-149.
- Нейрохірургія [Текст] : навч. посіб. для студ. вищ. мед. закл. III—IV рівнів акредитації / В. І. Цимбалюк, П. С. Гудак, Т. І. Петрів ; за ред. акад. НАМН України, проф. В. І. Цимбалюка. — Т. : ТДМУ : Укрмедкнига, 2013. — 254 с. : кольор. іл., табл. — Бібліогр.: с. 253-254. — ISBN 978-966-673-207-4